# Bukka White
Bukka White, geboren als Booker T. Washington White (12 november 1906 of 1909 - 26 februari 1977), was een Amerikaans deltabluesgitarist en -zanger.

## Biografie

### Kinderjaren
Hij was een zoon van John White en Lula Davison, die hem vernoemden naar Booker T. Washington. Hij was een neef van bluesartiest B.B. King. Er is onduidelijkheid over Whites precieze geboortedatum en -plaats. Zelf heeft hij in verschillende interviews 1906 en 1909 als geboortejaren genoemd. In de meeste bronnen (waaronder Allmusic en Rolling Stone's Encyclopedia of Rock & Roll) wordt 12 november 1906 als geboortedatum vermeld. White werd geboren in Aberdeen of Houston (Mississippi).
Met zijn zes broers en zussen groeide hij op de boerderij van zijn grootvader op. Zijn vader leerde White liedjes te spelen op de fiddle en later gaf hij hem gitaarles. Hoewel zijn grootmoeder bezwaar had tegen "die duivelse muziek" in haar huis kreeg White op negenjarige leeftijd van zijn vader een eigen gitaar. Hij leerde zingen in een baptistische kerk. Zijn tienerjaren bracht White door in Grenada (Mississippi), op de boerderij van een oom. Hij werkte in deze periode op het platteland en maakte 's avonds muziek.

### Eerste opnamen
In 1930 werd White ontdekt door talentscout Ralph Limbo, waarna hij in Memphis (Tennessee) muziek opnam voor Victor Records. Hij maakte toen gebruik van de naam Washington White. Door de Grote Depressie wist hij in deze periode nog geen succes te oogstten: het platenlabel wilde maar een paar liedjes uitbrengen, de economische malaise had een nadelig effect op de verkoop en White kreeg pas jaren later weer een kans om muziek op te nemen. In 1933 verhuisde hij naar West Point (Mississippi). Daar werkte hij weer op het platteland en was ook actief als sporter: hij speelde honkbal in de Negro League en bokste.

### Parchman Farm
Big Bill Broonzy vroeg hem in 1937 om in Chicago muziek op te nemen voor de American Record Company, maar White moest noodgedwongen deze opnamesessie uitstellen toen hij werd gearresteerd. Hij had, naar eigen zeggen uit zelfverdediging, een man in diens bovenbeen geschoten. Hij maakt van zijn borgtocht gebruik om naar Chicago te reizen, waar hij twee liedjes opnam voordat hij weer werd opgepakt. De drie jaar hierna (van 1937 tot 1940) zat hij in de Parchman Farm-gevangenis zijn straf uit. Onder de naam Washington 'Barrelhouse' White nam hij in 1939 twee keer muziek op voor de Library of Congress. John en Alan Lomax verzorgden hiervoor de muzikale productie. Na zijn vrijlating in 1940 nam hij met Lester Melrose als muziekproducent twaalf liedjes op voor Vocalion Records, waaronder "Parchman Farm Blues", "Good Gin Blues", "Bukka's Jitterbug Swing", "Aberdeen, "Mississippi Blues" en "Fixin' to Die Blues".

### Herontdekking
Tijdens de Tweede Wereldoorlog diende White twee jaar lang in de United States Navy. Hij verhuisde vervolgens naar Memphis (Tennessee) en was nauwelijks meer actief als muzikant. Bob Dylan vertolkte op diens debuutalbum (1962) het door White geschreven "Fixin' to Die". Een jaar later werd White herontdekt door bluesliefhebbers John Fahey en Ed Denson (of Dawson). Hiermee begon voor hem een tweede carrière als artiest. Hij nam in de jaren zestig muziek op voor onder meer Takoma en Arhoolie Records, en trad op in koffiehuizen en op muziekfestivals, zoals het Newport Folk Festival van 1966. Ook trad hij op ter gelegenheid van de Olympische Zomerspelen 1968 in Mexico. In de jaren zeventig was hij te zien in allerlei films en televisieprogramma's over blues. In 1977 werd bij White kanker vastgesteld. Hij overleed in een ziekenhuis te Memphis en werd in die stad begraven op het New Park Cemetery.
- Biblioteca Nacional de España: XX1553577
- Bibliothèque nationale de France: cb139274966 (data)
- Gemeinsame Normdatei: 134555651
- International Standard Name Identifier: 0000 0001 1511 2900
- Library of Congress Control Number: n81072535
- MusicBrainz: 882af819-887e-4691-a4af-b14613058942
- Nationale Bibliotheek van Tsjechië: xx0043093
- Nationale Bibliotheek van Israël: 987007342212005171
- Nederlandse Thesaurus van Auteursnamen: 073756288
- SNAC: w6n459ms
- Système universitaire de documentation: 087888637
- Virtual International Authority File: 37104423
- WorldCat: E39PBJqfJQ4xQJ99RFGtDqGT73